# 工藤玖三
工藤 玖三（くどう きゅうぞう、1865年 - 1947年(昭和22年)3月21日）は、戦前の日本ホーリネス教会の牧師である。

## 生涯

### 弘前・教員時代
1865年に陸奥国弘前に生まれる。弘前教会で洗礼を受ける。
青森県師範学校卒業後に1897年(明治30年)から1903年(明治36年)まで弘前女学校（弘前学院）の小学部教頭を務める。それから名古屋金城女学校の教頭になる。在学中に、地久節祝典で、「君が代」「教育勅語」を使用しなったので、地方新聞から批判され、1908年(明治41年)に辞職する。

### 自由メソジスト時代
その後、河辺貞吉の指導する日本自由メソジスト教会の信徒伝道者として、兵庫県淡路島の洲本教会の牧師になる。明石に転任した後、洲本教会牧師となる。

### ホーリネス時代
旧友中田重治の日本ホーリネス教会に加入する。札幌、京都、大阪阿倍野などで伝道する。

### きよめ教会時代
中田重治の没後、きよめ教会の代表になる。1942年(昭和17年)6月ホーリネス弾圧事件で検挙され、1943年(昭和18年)に実刑判決を受ける。2年の懲役の判決で、大阪刑務所で服役したが、1年で出所。戦後、京都山科で死去する。